# Macenta
Macenta – miasto w Gwinei, siedziba prefektury Macenta; 106 309 mieszkańców (2012), przemysł spożywczy, maszynowy.